# Koronavirusi
Koronavirusi (latinski: Orthocoronavirinae, Coronavirinae) su skupina virusa koji uzrokuju bolesti kod sisavaca i ptica. Virusi kod ljudi uzrokuju respiratorne infekcije, poput prehlade, koje su obično blage. Rjeđi oblici, poput SARS-a, MERS-a i bolesti COVID-19, mogu biti smrtonosni. Kod krava i svinja koronavirusi izazivaju proljev, a kod kokoši bolest gornjih dišnih puteva.  Ne postoji odobreno cjepivo ili antivirusni lijekovi za sprječavanje ili liječenje virusa.
Koronavirusi su virusi iz potporodice Orthocoronavirinae, porodice Coronaviridae i reda Nidovirales. Obavijeni su jednolančanim, pozitivno usmjerenim RNA genomom i spiralno simetričnim nukleokapsidom. Veličina genoma je između 26 i 32 kilobaze – najveća za neki RNA virus.
Naziv "koronavirus" dolazi od latinske riječi corona, čije je značenje "kruna" ili "aureola", a odnosi se na karakteristični izgled virusnih čestica (viriona):  imaju obod koji podsjeća na krunu ili koronu Sunca.

## Epidemije
| Epidemija                                | Tip virusa | Smrtni slučajevi | Broj zaraženih |
| ---------------------------------------- | ---------- | ---------------- | -------------- |
| Epidemija SARS-a iz 2003.                | SARS-CoV   | 774              | 8.096          |
| Epidemija MERS-a na Bliskom Istoku 2012. | MERS       | preko 400        | 2.506          |
| Epidemija MERS-a u Južnoj Koreji 2015.   | MERS       | 36               | 186            |
| Epidemija MERS-a 2018.                   | MERS       | 41               | 147            |
| Pandemija COVID-19                       | SARS-CoV-2 | 6 872 943        | 688 084 071    |

## Podrijetlo
Procjenjuje se da je najnoviji uobičajeni predak (MRCA) svih koronavirusa postojao tek prije 8000. godine prije Krista, iako neki modeli postavljaju zajedničkog pretka još u 55 milijuna godina ili više, što podrazumijeva dugoročnu koevoluciju sa šišmišom i ptičjim vrstama. Najnoviji predak alfakoronavirusne linije postavljen je na oko 2400 pr. Kr., Betakoronavirusne linije na 3300 pne, linije gamakoronavirusa na 2800 pr. ne i deltakoronavirusne linije na oko 3000 pne. Šišmiši i ptice, kao toplokrvni leteći kralježnjaci, idealan su prirodni rezervoar za genski bazen koronavirusa (s šišmišima rezervoar za alfakoronaviruse i betakoronavirus - a ptice rezervoar za gamakoronavirus i deltakoronavirus). Veliki broj i svjetski raspon vrsta šišmiša i ptičjih vrsta koje su domaćini virusa omogućio je opsežnu evoluciju i širenje koronavirusa.

## Otkriće
Koronavirusi su prvi put otkriveni u 1930-ima kada se pokazalo da je akutna respiratorna infekcija pripitomljenih pilića uzrokovana virusom infektivnog bronhitisa (IBV). U četrdesetim godinama dva životinjska koronavirusa, mišji virus hepatitisa (MHV) i transmisivni gastroenteritis virus (TGEV) su izolirani.
Ljudski koronavirusi otkriveni su u 1960-ima. Najraniji proučavani ljudski koronavirusi bili su od ljudskih pacijenata s prehladom, koji su kasnije nazvani humani koronavirus 229E i humani koronavirus OC43. Od tada su identificirani drugi ljudski koronavirusi, uključujući SARS-CoV 2003., HCoV-NL63 2004., HCoV-HKU1 2005., MERS-CoV 2012. i SARS-CoV-2 u 2019. godini. Većina njih uključena je u ozbiljne infekcije dišnih puteva.

## Struktura
Koronavirusi su velike pleomorfne sferne čestice s loptastim površinskim izbočenjima. Prosječni promjer čestica virusa je oko 120 nm (.12 μm ). Promjer ovojnice je ~ 80 nm (.08 μm), a peplomeri su duljine ~ 20 nm (.02 μm). Ovojnica virusa u elektronskim mikrografima pojavljuje se kao poseban par elektronski gustih ljuski.
Virusna ovojnica sastoji se od lipidnog dvosloja na kojem su usidreni membrana (M), ovojnica (E) i strukturni proteini na peplomerima (S). Podskupina koronavirusa (posebno članovi betakoronavirusne podskupine A ) također imaju kraći površinski protein sličan šiljku koji se naziva hemaglutinin esteraza (HE).
Unutar ovojnice nalazi se nukleokapsid, koji je formiran od višestrukih kopija nukleokapsidnog (N) proteina, koji su vezani za jednolančani RNA genom u kontinuiranoj konformaciji tipa perla-na-nizu. Ovojnica lipidnog dvosloja, membranski proteini i nukleokapsid štite virus kada je izvan stanice domaćina.

## Teški akutni respiratorni sindrom
Teški akutni respiratorni sindrom (engl. SARS - Severe acute respiratory syndrome) bolest je dišnih putova u ljudi koju uzrokuje SARS koronavirus (SARS - CoV). Virus je zamalo uzrokovao pandemiju između studenog 2002. i srpnja 2003., s 8096 poznatih slučajeva i 12 potvrđenih smrtnih ishoda, prema izvještaju Svjetske zdravstvene organizacije iz 21. srpnja 2004. godine. U nekoliko tjedana SARS se proširio iz provincije Guangdong u Kini na 37 zemalja diljem svijeta.
Smrtnost kroz dobne skupine do 8. svibnja 2003. iznosila je manje od 1% za mlađe od 24 godine, 6% za one od 25 do 44 godine, 15% za one od 45 do 64 godine i više od 50% za one starije od 60 godina. Za usporedbu, smrtnost gripe je obično oko 0,6% (među starijima) ali može porasti do 33% kada dođe do novih mutacija virusa. Stopa smrtnosti za virusnu upalu pluća može dosegnuti i 70%.
Od svibnja 2006., širenje SARS-a je u potpunosti zaustavljeno, sa zadnjim slučajem primijećenim u lipnju 2003. godine (iako je zadnji slučaj bio zaraza u laboratoriju 2004.). Ipak, SARS se ne smatra istrijebljenim jer još uvijek može biti prisutan među životinjskim vrstama i može se vratiti u ljudsku populaciju u budućnosti.

## Respiratorni sindrom Bliskog istoka
U rujnu 2012. godine identificirana je nova vrsta koronavirusa, u početku nazvana Novel Coronavirus 2012, a sada je službeno nazvana koronavirus respiratornog sindroma Bliskog istoka (MERS-CoV). Ubrzo nakon toga, Svjetska zdravstvena organizacija objavila je globalnu uzbunu. U ažuriranju WHO-a 28. rujna 2012. kaže se da se čini da virus nije lako prešao s osobe na osobu. Međutim, 12. svibnja 2013., slučaj prenošenja s čovjeka na čovjeka u Francuskoj potvrdilo je francusko Ministarstvo za socijalna pitanja i zdravstvo. Pored toga, slučajeve prenošenja s čovjeka na čovjeka prijavilo je Ministarstvo zdravlja u Tunisu. Dva potvrđena slučaja uključuju ljude koji su, čini se, bolest ulovili od svog pokojnog oca, koji se razbolio nakon posjeta Kataru i Saudijskoj Arabiji. Unatoč tome, čini se da je virus imao problema sa širenjem s čovjeka na čovjeka, jer većina zaraženih pojedinaca virus ne prenosi. Do 30. listopada 2013. u Saudijskoj Arabiji je bilo 124 slučaja i 52 smrtna slučaja.
Nakon što je nizozemski Erasmus Medical Center sekvencionirao virus, virus je dobio novo ime, Human Coronavirus - Erasmus Medical Center (HCoV-EMC). Konačni naziv virusa je koronavirus respiratornog sindroma Bliskog istoka (MERS-CoV). Jedini slučajevi u SAD-u (oba su preživjela) zabilježeni su u svibnju 2014.
U svibnju 2015. godine došlo je do epidemije MERS-CoV-a u Republici Koreji, kada je čovjek koji je putovao na Bliski Istok posjetio četiri bolnice na području Seula kako bi liječio svoju bolest. To je uzrokovalo jednu od najvećih epidemija MERS-CoV-a izvan Bliskog Istoka. Od prosinca 2019. godine, laboratorijskim testovima potvrđeno je 2.468 slučajeva infekcije MERS-CoV, od kojih je 851 bilo smrtno, a stopa smrtnosti iznosila je oko 34,5%.
Kao i kod SARS-CoV i SARS-CoV-2, za MERS još uvijek nemamo lijekova i cjepiva. 

## SARS-CoV-2
SARS-CoV-2, prije poznat kao 2019-nCoV, prvi je puta identificiran u prosincu 2019. godine u gradu Wuhanu u kineskoj provinciji Hubei kada je 41 osoba oboljela od upale pluća bez jasnog uzroka. Virus se može prenositi s osobe na osobu. Prema stanju od 4. ožujka 2020., potvrđeno je 94.347 oboljelih, od kojih je oko 6.700 u kritičnom stanju. Epidemija virusa primarno zahvaća kontinentalnu Kinu, Južnu Koreju, Italiju, Japan i Iran, s manjim brojem ili izoliranim slučajevima u 60-ak drugih država. Prema stanju od 4. ožujka 2020. godine, izvan Kine zaraženo je oko 14.000 osoba.
Prvi slučaj zaraze virusom SARS-CoV-2 u Hrvatskoj potvrđen je 25. veljače 2020. Trenutačno je (od 27. ožujka) u Republici Hrvatskoj 1 273 256 oboljelih osoba, dok ih je na koronavirus do sada (27. ožujka) testirano 4 770 929.
31. prosinca 2019. kineske vlasti su objavile da je zabilježeno grupiranje oboljelih od upale pluća u gradu Wuhan, u proviniciji Hubei. Oboljeli su razvili simptome povišene temperature, kašlja i otežanog disanja s pozitivnim nalazom na plućima, dokazanim radiološkom pretragom. Prvi slučajevi oboljelih zabilježeni su početkom prosinca, a epidemiološki su bili povezani s boravkom na gradskoj tržnici Huanan Seafood Wholesale Market, veleprodajnom tržnicom morskih i drugih živih životinja. 7. siječnja 2020. kineske su zdravstvene vlasti službeno priopćile otkriće novog koronavirusa povezanog sa slučajevima virusne upale pluća u Wuhanu. Radi suzbijanja i sprječavanja širenja epidemije, kineske su vlasti, uz zatvaranje spomenute tržnice poduzele niz mjera, uključujući uvođenje karantene u Wuhanu i drugim gradovima Kine, ograničavanje međunarodnog zračnog prijevoza, ali i onog unutar same Kine, kao i restrikciju drugih oblika javnog transporta te provođenje mjera masovne dezinfekcije javnih površina i prostora. Unatoč tome epidemija se brzo proširila i na druge kineske pokrajine, ali i izvan Kine. 30. siječnja 2020. Svjetska zdravstvena organizacija proglasila je epidemiju koronavirusa javnozdravstvenom prijetnjom od međunarodnog značaja (PHEIC) zbog brzine širenja epidemije i velikog broja nepoznanica s njom u vezi.
11. veljače 2020. Svjetska zdravstvena organizacija je bolest uzrokovanu novim koronavirusom nazvala koronavirusna bolest 2019, kratica COVID-19 (eng. Coronavirus disease 2019). 25. veljače 2020. Zabilježen prvi slučaj koronavirusa u Hrvatskoj. 28. veljače 2020. Svjetska zdravstvena organizacija (WHO) podigla globalni rizik vezan uz koronavirus na vrlo visok. 2. ožujka 2020. Europska unija je podigla rizik od koronavirusa s umjerenog na visoki. 4. ožujka 2020. Italija poduzima nove mjere protiv širenja koronavirusa; ograničenja sportskih natjecanja, nastavnih aktivnosti, školskih putovanja, rada trgovačkih centara i dr. 5. ožujka 2020. Zabilježeni su prvi slučajevi zaraze koronavirusom u Sloveniji i Mađarskoj. 8. ožujka 2020. Italija je ograničila ulazak i izlazak u područja u sjevernoj Italiji. Javni događaji su otkazani i uveden je niz novih mjera za ograničavanje širenja koronavirusa. Slovenija je ograničila javna okupljanja. 11. ožujka 2020. WHO je proglasio globalnu pandemiju zbog koronavirusa.

## Vanjske poveznice
- COVID-19 na stranicama Svjetske zdravstvene organizacije (engl.)
- Službena stranica za koronavirus  Arhivirana inačica izvorne stranice od 25. ožujka 2020. (Wayback Machine) Vlade Republike Hrvatske
- Podatci o koronavirusu na stranicama Hrvatskog zavoda za javno zdravstvo